# Gilbert de Beauregard Robinson
Pour les articles homonymes, voir Robinson.
Gilbert de Beauregard Robinson (Toronto, 3 juin 1906 - Toronto, 8 avril 1992) est un mathématicien canadien réputé pour ses travaux en combinatoire et en théorie des représentations du groupe symétrique, y compris la correspondance de Robinson-Schensted.

## Biographie

### Biographie
Gilbert Robinson est né à Toronto en 1906. Il étudie au Collège St. Andrew (en) à Aurora (Ontario), puis à l'Université de Toronto où il est diplômé en 1927. Il obtient un doctorat (Ph.D) à 
l'université de Cambridge, où son directeur de recherche est le théoricien des groupes Alfred Young. Il rejoint ensuite le département de mathématiques de l'Université de Toronto, où il travaille jusqu'à sa retraite en 1971, à l'exception du temps de guerre où il travaille à Ottawa.

### Œuvre
Robinson se spécialise dans l'étude du groupe symétrique, dont il devient un expert reconnu. En 1938, il décrit, dans un article consacré à la règle de Littlewood-Richardson, une bijection qui est plus tard appelée la correspondance de Robinson-Schensted. Il écrit une quarantaine d'articles dans le domaine desgroupes symétriques. Il publie également des livres, notamment The Foundations of Geometry en 1940, réédité plusieurs fois, et The Representations of the Symmetric Groups en 1961, ainsi qu'un ouvrage sur la géométrie vectorielle. Son dernier livre mathématique est son édition des œuvres d'Alfred Young, en 1977. Ultérieurement, il écrit de petits livres sur l'histoire locale, départementale, et familiale.
Lors de son séjour à Ottawa, il était l'un des enseignants fondateurs de l'Université Carleton, à l'époque un petit collège, fondé par l'association « The Ottawa Association for the Advancement of Learning ».
Pendant la guerre, il travaille sur les codes et le déchiffrage. Cette activité, longtemps restée secrète, est retracée dans le livre Best Kept Secret de John H. Bryden (en). Il est directeur de la « SIGINT Examination Unit » du service secret canadien Corps du renseignement canadien qui conduit le travail de décodage pendant la guerre, et il participe à la mise en place d'une section de décodage qui donne au Canada une certaine influence dans ce domaine après la guerre. Il a été récompensé de cette activité par la nomination à l'Ordre de l'Empire britannique.

### Responsabilités professionnelles
- Il participe au congrès fondateur du Canadian Mathematical Congress, précurseur de la Société mathématique du Canada en 1945.
- De 1953 à 1957, il est président de la Société mathématique du Canada.
- En 1949, il crée avec H.S.M. Coxeter le Journal canadien de mathématiques. Pendant trente ans, il en est l'éditeur exécutif.
- Membre de la Société royale du Canada depuis 1944, il est président de la section sciences de la Société royale du Canada.
- Président de la fondation « University of Toronto Settlement »
- Président de la Société canadienne d'histoire et de philosophie des mathématiques
- Premier vice-président de l’administration de la recherche de l'Université de Toronto.
- Président du comité associé de mathématiques du Conseil national de recherches Canada.

Pour ces services à la communauté, il est récompensé de distinctions et médailles par divers gouvernements fédéraux et provinciaux.

## Honneurs
- 1944 : Membre de la Société royale du Canada.
- Membre de l'ordre de l'Empire britannique
- depuis 1996: un Prix G. de B. Robinson[3] est décerné, nommé en son honneur.

## Publications
- Gilbert de B. Robinson, The Foundations of Geometry, Toronto, University of Toronto Press, 1959, 4e éd. (Quatre éditions : 1940, 1946, 1952 et 1959.)

- Gilbert de B. Robinson, Representation Theory of the Symmetric Group, Toronto, Edinburgh University Press, 1961, vii+204

- Gilbert de B. Robinson, Vector geometry, Boston, Allyn and Bacon, 1962 (Réédition par Dover Publications, 2011,  (ISBN 9780486481609))

- Gilbert de B. Robinson, « On representations of the symmetric group », Amer. J. Math., vol. 60,‎ 1938, p. 745-760

- Gilbert de B. Robinson et Orrin Edison Taulbee, « On the Modular Representations of the Symmetric Group VI », Proceedings of the National Academy of Sciences of the United States of America, vol. 41, no 8,‎ 1955, p. 596-598 (lire en ligne)

- (en) Alfred Young, The collected papers of Alfred Young (1873--1940) : With a foreword by G. de B. Robinson and a biography by H. W. Turnbull, Toronto, Ont., University of Toronto Press, coll. « Mathematical Expositions » (no 21), 1977, xxvii+684 (ISBN 978-0-8020-2267-7, MR 0439548, présentation en ligne)